# 1A busz (Kecskemét)
A kecskeméti 1A jelzésű autóbuszok a Noszlopy Gáspár park állomás és a Homokbánya, kollégium megállóhely között, az 1-es buszvonal betétjárataiként közlekedtek. A viszonylatot a Kunság Volán Autóbuszközlekedési Zrt. üzemeltette.

## Története
1A jelzéssel a 90-es években[mikor?] hasonló viszonylatban közlekedtek autóbuszok. A vonalat 2010. május 1-jén újra létrehozták.

## Útvonala
A vonal útvonala 2010. március 1-jétől a Homokbánya, kollégium - Noszlopy Gáspár park irányban megegyezik az 1-es buszvonal útvonalával.
| Homokbánya, kollégium – Noszlopy Gáspár park: |
| --- |
| - Homokbánya - Téglás utca - Izsáki út - Dózsa György út - Petőfi Sándor utca - Deák Ferenc tér - Katona József tér - Kiskörút - Rákóczi utca - Kodály Zoltán tér - Noszlopy Gáspár park |

## Megállóhelyei
A vonalat 2010. március 1-jén az alábbi adatok jellemzik:
| sz. | idő (perc) | út (km) | megállóhely neve             | sz. | idő (perc) | út (km) | átszállási kapcsolatok (a járat megszűnésekor)                                 | intézmények                                                           |
| --- | ---------- | ------- | ---------------------------- | --- | ---------- | ------- | ------------------------------------------------------------------------------ | --------------------------------------------------------------------- |
| ł   | ł          | ~       | Homokbánya, kollégium vá.    | 0   | 0          | 0,0     |                                                                                | Homokbánya, kollégium                                                 |
| ~   | ł          | ~       | Lestár Péter Szakközépiskola | 1   | 1          | 0,4     |                                                                                | Lestár Péter Szakközépiskola                                          |
| ~   | ł          | ~       | Kullai köz                   | 3   | 5          | 1,8     |                                                                                |                                                                       |
| ~   | ł          | ~       | Felsőszéktó                  | 4   | 6          | 2,3     |                                                                                |                                                                       |
| ~   | ł          | ~       | Hullám Vendéglő              | 5   | 8          | 2,7     |                                                                                |                                                                       |
| ~   | ł          | ~       | Megyei Kórház                | 6   | 10         | 3,4     | 11, 15, 19 helyközi autóbuszjáratok autóbuszjáratok                            | Megyei Kórház, GAMF Főiskolai Kar                                     |
| ~   | ł          | ~       | Uszoda                       | 7   | 12         | 4,0     | 11, 15, 22 Budapest–Lajosmizse–Kecskemét-vasútvonal                            | Uszoda, Kecskemét-Máriaváros vasútállomás (személyszállítás szünetel) |
| ~   | ł          | ~       | Szalag Üzletház              | ∫   | ∫          | ∫       | 11                                                                             |                                                                       |
| ∫   | ∫          | ∫       | Petőfi Sándor utca           | 9   | 16         | 4,9     | 11, 15, 19 helyközi autóbuszjáratok autóbuszjáratok                            | Megyei önkormányzat, Múzeumok, Malom Center                           |
| ∫   | ∫          | ∫       | Katona József Színház        | 11  | 19         | 5,7     | 2, 2A, 3, 4, 4A, 4C, 6, 7, 7C, 11, 12, 13, 15, 18, 19, 23, 28, 52              | Színházak, Városháza                                                  |
| 3   | ł          | 1,0     | Technika Háza                | 12  | 21         | 6,2     | 4, 4A, 4C, 7, 7C, 12, 18, 23, 52                                               | Technika Háza Cifrapalota                                             |
| 2   | ł          | 0,7     | Városi Mozi                  | 13  | 22         | 6,5     | 4, 4A, 4C, 7, 7C, 12, 18, 23, 52                                               | Bíróság                                                               |
| 1   | ł          | 0,3     | Vasútállomás                 | 14  | 24         | 6,9     | 7, 7C, 25 Cegléd–Szeged-vasútvonal                                             | Vasútállomás                                                          |
| 0   | ł          | 0,0     | Noszlopy Gáspár park vá.     | 15  | 25         | 7,2     | 7, 7C, 15, 19, 21, 22, 25, 32, 52, 54 helyközi autóbuszjáratok autóbuszjáratok | Autóbusz-állomás                                                      |